# Apostoliska palatset
Apostoliska palatset (italienska Palazzo Apostolico), även kallat Vatikanpalatset (Palazzi Vaticani) och Påvliga palatset (Palazzi Papali), är påvens officiella residens i Vatikanstaten.
Den största delen av byggnationen ägde rum under påve Sixtus V och var färdigställt under hans efterträdare.
Palatset är ett komplex av byggnader, däribland några av Heliga stolens förvaltningsbyggnader, några kapell (bland annat Cappella Niccolina och Cappella Paolina), Vatikanmuseerna och Vatikanbiblioteket. Totalt har palatset över 1 400 rum; de mest kända är Stanze di Raffaello (Rafaels rum) och Sixtinska kapellet med berömda fresker målade av Michelangelo.

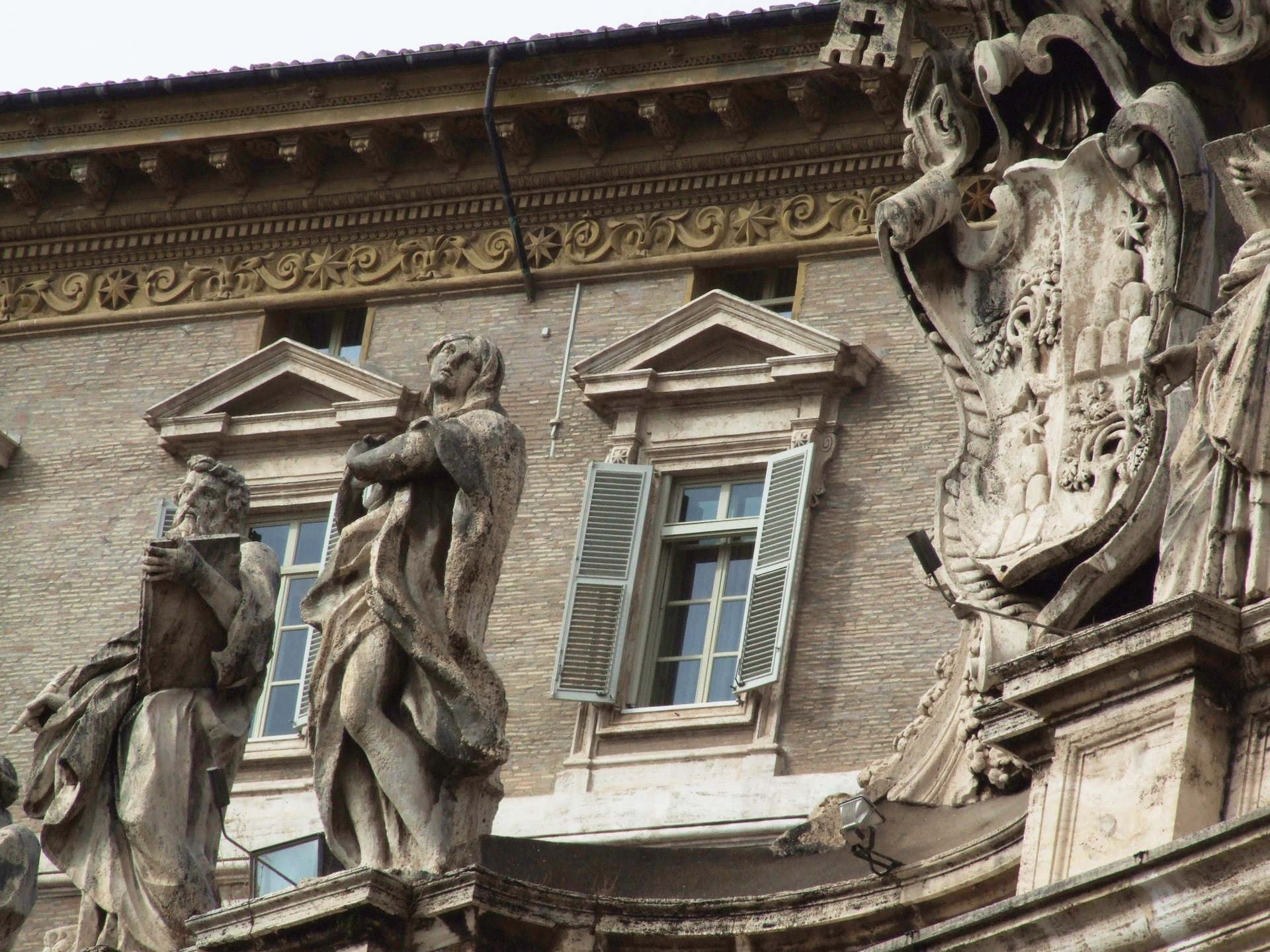
Fönstret som används av påven vid Angelus.

Påvens privata bostad ligger i Appartamento papale, byggnaden närmast Petersplatsen. Påve Leo XIV har beslutat att residera i det Apostoliska palatset. Hans företrädare påve Franciskus valde Domus Sanctae Marthae som residens. Franciskus var därmed den förste påven efter Pius X som inte residerade i Apostoliska palatset.